# Liste des ministres prussiens de la Guerre
Liste des ministres prussiens de la Guerre depuis la réorganisation de 1808 jusqu'en 1919, date à laquelle l'armée des différents États est absorbée par la Reichswehr.
Le terme « ministre de la guerre » est historique, aujourd'hui des chefs de département comparables sont appelés ministres de la Défense.
| Grade                                                        | Nom                                                | Date                                           | Photo                     |
| ------------------------------------------------------------ | -------------------------------------------------- | ---------------------------------------------- | ------------------------- |
| Generalmajor                                                 | Gerhard von Scharnhorst                            | juillet 1807 au 17 juin 1810 (1er département) |                           |
| Oberst                                                       | Carl Friedrich Heinrich von Wylich und Lottum (de) | décembre 1808 à janvier 1809 (2e département)  |                           |
| Oberst/Generalmajor                                          | Karl Georg Albrecht Ernst von Hake                 | 16 juin 1810 à juillet 1813                    |                           |
| Generalmajor/Generalleutnant                                 | Hermann von Boyen                                  | août 1813 au 26 décembre 1819                  |                           |
| Generalleutnant/General der Infanterie                       | Karl Georg Albrecht Ernst von Hake                 | 26 décembre 1819 au 20 octobre 1833            |                           |
| Generalleutnant                                              | Job von Witzleben                                  | 25 avril 1835 à avril 1837                     | Job von Witzleben (Mitte) |
| General der Infanterie                                       | Gustav von Rauch                                   | 30 juillet 1837 au 28 février 1841             |                           |
| General der Infanterie                                       | Hermann von Boyen                                  | 28 février 1841 au 7 octobre 1847              |                           |
| Generalleutnant                                              | Ferdinand von Rohr                                 | 7 octobre 1847 au 1er avril 1848               |                           |
| Generalleutnant                                              | Karl von Reyher                                    | 2 au 26 avril 1848                             |                           |
| Generalleutnant                                              | August von Kanitz                                  | 1er mai au 16 juin 1848                        |                           |
| Generalleutnant                                              | Ludwig Roth von Schreckenstein                     | 25 juin au 7 septembre 1848                    |                           |
| General der Infanterie                                       | Ernst von Pfuel                                    | 20 septembre au 1er novembre 1848              |                           |
| Generalmajor                                                 | Karl Adolf von Strotha                             | 8 novembre 1848 au 27 février 1850             |                           |
| Generalleutnant                                              | August von Stockhausen                             | 27 février 1850 au 31 décembre 1851            |                           |
| Generalmajor                                                 | Alexander von Wangenheim (de)                      | 31 décembre 1851 au 13 janvier 1852            |                           |
| Generalleutnant                                              | Eduard von Bonin                                   | 13 janvier 1852 au 5 mai 1854                  |                           |
| Generalmajor/Generalleutnant                                 | Friedrich von Waldersee                            | 5 mai 1854 au 6 novembre 1858                  |                           |
| Generalleutnant/General der Infanterie                       | Eduard von Bonin                                   | 6 novembre 1858 au 27 novembre 1859            |                           |
| Generalleutnant/General der Infanterie/ Generalfeldmarschall | Albrecht von Roon                                  | 5 décembre 1859 au 9 septembre 1873            |                           |
| Generalleutnant                                              | Georg von Kameke                                   | 1 janvier au 9 novembre 1873                   |                           |
| Generalleutnant/General der Infanterie                       | Georg von Kameke                                   | 9 novembre 1873 au 3 mars 1883                 |                           |
| Generalleutnant/General der Infanterie                       | Paul Bronsart von Schellendorff                    | 3 mars 1883 au 8 avril 1889                    |                           |
| General der Infanterie                                       | Julius von Verdy du Vernois                        | 8 avril 1889 au 3 octobre 1890                 |                           |
| Generalleutnant/General der Infanterie                       | Hans Karl Georg von Kaltenborn-Stachau             | 4 octobre 1890 au 12 octobre 1893              |                           |
| General der Infanterie                                       | Walther Bronsart von Schellendorff                 | 17 octobre 1893 au 14 août 1896                |                           |
| Generalleutnant/General der Infanterie                       | Heinrich von Goßler                                | 14 août 1896 au 14 août 1903                   |                           |
| Generalleutnant                                              | Karl von Einem                                     | 16 mai au 14 août 1903                         |                           |
| Generalleutnant/General der Kavallerie                       | Karl von Einem                                     | 14 août 1903 au 11 août 1909                   |                           |
| General der Infanterie                                       | Josias von Heeringen                               | 19 août 1909 au 4 juillet 1913                 |                           |
| Generalleutnant                                              | Erich von Falkenhayn                               | 8 juillet 1913 au 20 janvier 1915              |                           |
| Generalleutnant                                              | Adolf Wild von Hohenborn                           | 20 janvier 1915 au 29 octobre 1916             |                           |
| General der Artillerie                                       | Hermann von Stein                                  | 4 novembre 1916 au 9 octobre 1918              |                           |
| Generalleutnant                                              | Heinrich Schëuch                                   | 9 octobre 1918 au 2 janvier 1919               |                           |
| Oberst                                                       | Walther Reinhardt                                  | 2 janvier au 13 septembre 1919                 |                           |

## XVIIIesiècle
Au XVIIIe siècle, la véritable fonction de ministre de la guerre, telle que nous la concevons aujourd'hui, est assurée par les rois Frédéric-Guillaume Ier et Frédéric II eux-mêmes, puis par des princes royaux et des généraux qui ne sont pas intégrés dans une administration ministérielle. Néanmoins, les titres de "ministre de la guerre" et de "conseil de guerre" sont attribués - mais ceux-ci sont plutôt liés au financement de la guerre ; ils perçoivent les impôts et gèrent les domaines royaux :
- Joachim Christian von Blumenthal (de)
- Friedrich Wilhelm von Grumbkow
- Ewald Friedrich von Hertzberg
- Heinrich von Podewils (de)
- Friedrich Wilhelm von Rohdich
- Adam Otto von Viereck

Au début du XIXe siècle, il n'y a pas de ministère de la Guerre uniforme, mais deux départements :
1. Département général de la Guerre
2. Département d'économie militaire

## Remarques
La littérature mentionne parfois des moments différents. Cela s'explique par le fait qu'elles se réfèrent à la prise de fonction à titre provisoire, à la nomination par le roi et le Premier ministre, à l'investiture formelle ; de même qu'à la demande de renvoi, à l'autorisation de départ et à la passation de pouvoir / à la nomination d'un successeur. Il peut en résulter des lacunes ou des chevauchements, notamment en période de turbulences.